# Лошале (Бари)
Лошале (итал. Losciale) је насеље у Италији у округу Бари, региону Апулија.
Према процени из 2011. у насељу је живело 15 становника. Насеље се налази на надморској висини од 35 м.